# Koen Andries
Koen Andries is een Belgische professor verbonden aan de universiteit van Antwerpen. Hij raakte vooral bekend door het ontwikkelde het middel Bedaquiline bij Janssen Pharmaceutica.

## Biografie
Andries studeerde af als dierenarts aan de universiteit van Gent en verkreeg er ook de titel van doctor in 1975. Hij bleef als postdoc werken aan de universiteit tot hij aan de slag ging bij Janssen Pharmaceutica in 1984. Sinds 2004 werkt hij bij Tibotec in Mechelen.

## Eerbetoon
- 2014 - European Inventor Award[2]